# Avioane (franciză)
Franciza Avioane creată de Disney este compusă din filmele:

## Filme
- Avioane (2013)
- Avioane: Echipa de intervenții (2014)